# Thomas Franzius

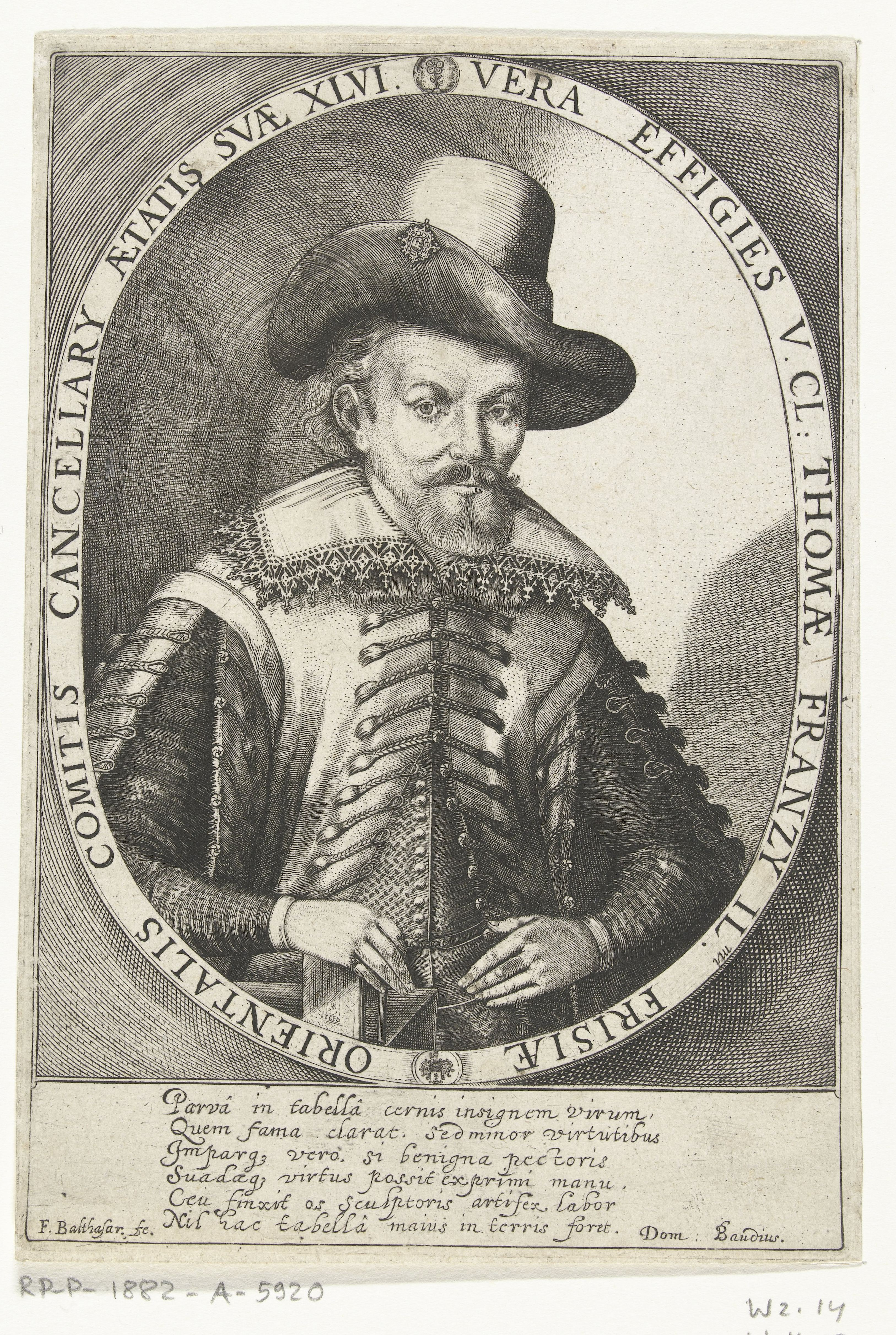
Thomas Franzius (1610)

Thomas Franzius, (auch: Ferenz; Franz; * 17. Dezember 1563 in Magdeburg; † 10. Juni 1614 ebenda) war ein deutscher Rechtswissenschaftler und ostfriesischer Kanzler.

## Leben
Geboren als Sohn des aus Pressburg stammenden Thomas Franzius und seiner seit 1590 angetrauten Ehefrau Anna, der Tochter des Veit Winsheim, besuchte er mit knapp 18 Jahren die Universität Helmstedt. 1582 wechselt er an die Universität Wittenberg, wo er sich nach seinem Studium an der philosophischen Fakultät den Rechtswissenschaften widmete. Nachdem er sich 1587 das Lizentiat erworben hatte, promovierte er 1589 zum Doktor der Rechtswissenschaften. 1591 wird er an der juristischen Fakultät Professor, in welcher Funktion er 1597 das Rektorat der Akademie übernahm. Mit der Professur wurde er Assessor am Wittenberger Konsistorium, am Hofgericht und am Schöffenstuhl.
Besonders auf dem Gebiet des Lehnsrechts lagen seine Interessen. Daher wurde er von Graf Edzard II. von Ostfriesland als juristischer Ratgeber angestellt. Für ihn war er 1598 mit einer ostfriesischen Gesandtschaft nach Prag entsendet. Für dessen Nachfolger Enno III. übernahm er von 1599 bis 1611 das Amt des Kanzlers und bestimmte die Verwaltung, Politik und Justiz der Grafschaft. Da er treu zu seinem Herrn stand, wurde er von den ostfriesischen Ständen gehasst.
1600 beteiligte er sich am Berumer Vergleich, wirkte für seinen Landesherrn längere Zeit in Prag, wo er seine Denkschriften gegen die Bekämpfung der Stände verfasste. Dennoch war sein Vorgehen gegen die Stände, an deren Spitze Johannes Althusius stand, von keinem weitreichenden Erfolg gekrönt. 1609 gelangten seine Denkschriften gegen die Bekämpfung der Stände, in die Hände seiner Gegner. Ubbo Emmius veröffentlichte diese mit einem gefärbten Kommentar 1610, so dass er das Land 1611 verlassen musste. Er kehrte nach Magdeburg zurück, wo er noch einige Jahre als Stadtsyndikus wirkte und verstarb.

## Familie
Er heiratete am 27. September 1591 Anna Winsheim, die Tochter des Wittenberger Professors Veit Winsheim. Ihr Sohn Thomas (Ferenz) (~ 27. November 1594 in Wittenberg –1647) wurde später kurpfälzischer Generalleutnant. Ein weiterer Sohn Enno (~ 29. August 1599 in Wittenberg; † 1658) (er heiratet Jane Henderson und hatte vier Töchter) blieb zunächst in Ostfrieslands, wurde aber dann holländischer Oberst und Nachfolger seines Bruders als Gouverneur von Sas van Gent. Man kennt noch den Sohn Christian Frantzius (~ 22. Juli 1596 in Wittenberg), daneben gab es noch Töchter:
- Anna Frantzius (* und ~ 18. Februar 1598 in Wittenberg; † 2. Mai 1613 in Magdeburg)
- Maria († 1684) ⚭ Cord von Resdorf (aus Rostock)
- Katharina († 1693) ⚭ N.N. von Sangerhausen
- Elisabeth ⚭ Johann von Diest

## Werkauswahl
- Iuris Feudalis Controversi Disputationes XIV. Zacharias, Wittenberg 1601. (Digitalisat)
- Noctes Pragenses de morbo Embdano eiusque curandi ratione juridica et politica. 1601.
- Der ostfriesische Cantzelares Thomae Franzeii Getreuwer Rath, wie eine beständige. Feste Regierung in Ostfrieslandt einzuführen sey, mit Randbemerkungen herausgegeben von U. Emmius. Frankfurt am Main 1610. (Digitalisat der Ausg. 1662)